# Butižnica
Butižnica (poznata i kao Butišnica, Brzica i Matica ) je rijeka u Hrvatskoj. Jedna je od sedam rijeka i rječica koje prolaze kroz grad Knin. Izvire kod sela Kaldrme, a ulijeva se u Krku kod Knina. Desna je pritoka Krke.
Duga je 39 kilometara, a površina porječja joj je 225 km².
Kroz dolinu rijeke prolazi željeznička pruga Knin-Bihać.
Rijeka Butižnica ima sedam pritoka: Duler, Crni potok, Bošnjančicu, Mračaj, Došnicu te kninske rijeke Marčinkovac i Radljevac.
Butižnica izvire na prijevoju Kaldrma u Lici. Nastaje iz tri izvorišna kraka: Dugoga polja, Zavlake i Jelenačke drage.
Ova je rijeka stalna pritoka Krke i jedina nema karakteristike krške rijeke. Planinski reljef i petrografski sastav osnovni su faktori obilnosti i konstantnosti Butižnice.
Stoljećima je zadavala velike brige Kninu jer je izazivala velike poplave. Butižnica se tada u Krku ulijevala podno sjevernog dijela brda Spas (kod današnjeg prenoćišta “Bićanić”). Najveće poplave su se dogodile 1846., 1882. i 1894. godine.
U dva navrata, od 1850. do 1860. i od 1892. do 1896. trajali su obimni radovi na produbljivanju korita rijeke Krke na ušću Butižnice te regulaciji donjeg toka Butižnice i njenog desnog pritoka, rijeke Radljevac, ali to nije riješilo problem pa je izgrađen nasip koji je ušće Butižnice pomaknuo dva i pol kilometra nizvodno (danas to ušće nosi naziv Sastavci). Taj su nasip 1915. godine probile velike vode pa je izgrađen novi, veći i čvršći, 1923. godine.
Godine 1981. na Butižnici je, u gornjem dijelu Golubićkog polja, izgrađena hidroelektrana, a dio toka rijeke ukroćen je umjetnim jezerom. Nažalost, tim zahvatom je ‘ubijen’ 30 metara visoki Golubićki vodopad preko kojega se voda prelijevala iz Golubićkog u Kninsko polje.

## Galerija
- Ploča s natpisom na cestovnom mostu
- Željeznički most
- Ušće Marčinkovca u Butižnicu
- Ušće Butižnice u Krku

## Vanjske poveznice
|  | Zajednički poslužitelj ima još gradiva o temi Butižnica |